# آربل
آربل (عبری: אַרְבֵּל‎) موشاو در شمال اسرائیل واقع در کوه آربل در کنار دریای جلیل در نزدیکی طبریه، تحت صلاحیت شورای منطقه ای جلیل سفلی قرار دارد. جمعیت ان در سال ۲۰۱۷ 732 نفر بوده‌است. 
آربل در سال ۱۹۴۹ توسط سربازان خلع شده در زمین‌های روستای خالی از سکنه عربی-فلسطینی هیتین تأسیس شد.

## کنیسه باستانی

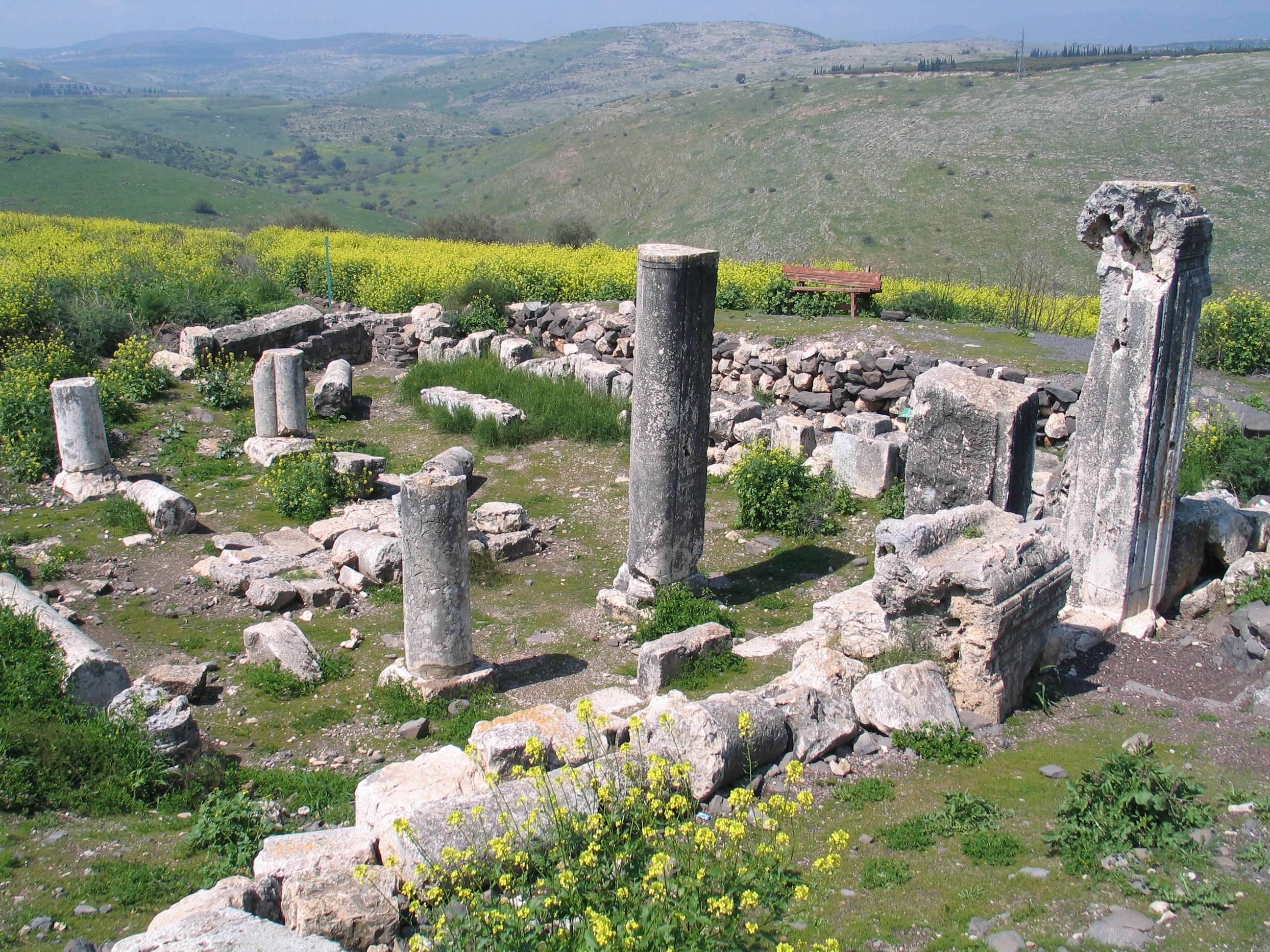
بقایای کنیسه باستانی

اربل به خاطر ویرانه‌های کنیسه باستانی که در میان بقایای یک روستای یهودی باستانی در لبه غربی موشاو قرار دارد، قابل توجه است. باستان شناسان به این نتیجه رسیدند که در قرن چهارم پس از میلاد ساخته شده‌است، حداقل دو مرحله ساخت و ساز را نشان می‌دهد که در قرن ششم بازسازی شده‌است، و احتمالاً تا قرن هشتم به‌طور مداوم مورد استفاده قرار می‌گرفته‌است، زمانی که آتش‌سوزی در نهایت آن را ویران کرد - احتمالاً مربوط به زلزله فاجعه بار ۷۴۹ است. .